# Крюковка (Анаевское сельское поселение)
Крюковка — посёлок в Зубово-Полянском районе Мордовии России. Входит в состав Анаевского сельского поселения.

## История
В «Списке населённых мест Тамбовской губернии за 1866» Крюковка (Залесная) казенная деревня из 41 двора Спасского уезда

## Население
| 2002 | 2010 |
| ---- | ---- |
| 66   | ↘38  |

## Национальный состав
Согласно результатам Всероссийской переписи населения 2002 года, в национальной структуре населения мордва-мокша составляли 100 %.